# Tal der Ahnungslosen

In zwart de streken buiten het bereik van de West-Duitse televisie; in rood de West-Duitse zendinstallaties.

Het Tal der Ahnungslosen (vertaald: dal der onwetenden) was een satirische aanduiding voor de gebieden in het noordoosten en zuidoosten van de Duitse Democratische Republiek, waarin de bewoners geen West-Duitse televisie- en fm-radiozenders (in de volksmond Westfernsehen genoemd) konden ontvangen. De bewoners van deze gebieden, ongeveer 15 procent van de bevolking, golden als minder goed geïnformeerd, omdat ze alleen toegang hadden tot de gecensureerde Oost-Duitse media, waaronder de officiële Oost-Duitse staatstelevisie DFF. 

## Gebiedsomschrijving
Met het begrip wordt meestal het dal van de Elbe rondom Dresden bedoeld, hoewel het dal der onwetenden niet alleen het dal omvat, maar ook een groter deel van Oostsaksen en delen van Voor-Pommeren. Daarnaast werd het begrip ARD, eveneens satirisch, uitgelegd als Außer Raum Dresden (behalve omgeving Dresden) of Außer Rügen und Dresden (behalve Rügen en Dresden).

## Gevolgen
Het wel of niet kunnen ontvangen van West-Duitse televisie bleek ook tot regionale verschillen in tevredenheid over het Oost-Duitse regime te hebben geleid. In de gebieden waar de West-Duitse televisie wel te ontvangen was, bleek men juist tevredener te zijn over het regime dan in de gebieden waar deze niet was te ontvangen. De verklaring hiervoor is dat Oost-Duitsers de West-Duitse televisie hoofdzakelijk gebruikten als bron voor vermaak. Deze verklaring wordt ondersteund met regionale verschillen in aanvragen voor vertrekvisa. In Bezirk Dresden was het aantal verzoeken voor zo'n visum meer dan twee keer zo hoog als gemiddeld.

## Bron
- Kern, H.L.; Hainmueller, J. (2009). Opium for the Masses: How Foreign Media Can Stabilize Authoritarian Regimes In: Political Analysis, 17 (4), p. 377-399.